# 藤根靖晃
藤根 靖晃（ふじね やすあき、1962年 - ）は、日本の証券アナリスト。東京都生まれ。株式会社ティー・アイ・ダヴリュ代表。アナリスト・ネット・ジャパン元代表取締役社長。
麻布高等学校出身。高校時代はオリエンテーリング部に所属した。1988年立命館大学経済学部卒業後、丸三証券（株）に入社。その後、ダン・アンド・ブラッドストリート・インフォメーション・サービシーズ・ジャパン（株）を経て、スミスバーニー証券会社へ移籍しアナリストとして活躍。日興ソロモン・スミス・バーニー証券退社後は独立し、2000年（平成12年）にアナリスト・ネット・ジャパン株式会社を設立するが経営難から2002年（平成14年）解散。現在は（株）ティー・アイ・ダヴリュの代表としてアナリスト活動を行っている。
東京理科大学大学院総合科学技術経営研究科総合科学技術経営専攻も卒業している。
2000年（平成12年）、日経金融新聞によるアナリストランキング「コンピュータ・エンタテインメント部門」で第3位に輝いたほか、アメリカの "Institutional Investor Magazine The All-Asia (Computer Software / Entertainment)" でも第1位に選出されるなど活躍。